# Jedovnice
Jedovnice (německy Jedownitz) jsou městys v okrese Blansko v Jihomoravském kraji, přibližně 20 kilometrů severovýchodně od Brna. Žije zde přibližně 3 000 obyvatel a městys si zachovává ráz malého městečka s širokou občanskou vybaveností i společenským a kulturním životem. Okolní lesy přírodního parku tvoří vstupní bránu do Moravského krasu. Vzhledem k zeměpisné poloze a štědrosti přírody jsou Jedovnice významným střediskem rekreace, turistiky a vodních sportů.

## Název
Původní název vesnice zněl Jedovice odvozený od obecného jména jedový. Pojmenována byla podle toho, že nějakým způsobem byla spojena s výrobou jedu. Souhláska -n- uvnitř místního jména může pocházet od starého jedovník – „kdo připravuje jed“. Číslo místního jména kolísalo mezi jednotným (které je původní) a množným.

## Historie
První písemná zmínka o obci pochází z roku 1251, kdy se uvádí Bohuš z Jedovnic. Roku 1349 koupil Vok I. z Holštejna holštejnské panství, jehož součástí bylo i městečko Jedovnice. V roce 1414 se po Jedovnicích píše Štěpán neznámého rodu (snad Štěpán Kropáč z Holštejna), v roce 1415 nechal na polovině městečka s tvrzí zapsat věno své manželce Jiří z Holštejna a Jedovnic. Před rokem 1437 získal jeho polovinu Jedovnic Jan Tunkl z Drahanovic, druhou polovinu Jedovnic tehdy vlastnil Heník z Valdštejna a Židlochovic, roku 1447 získal i Tunklovu polovinu s tvrzí. Heníkův syn Hynek celé Jedovnice roku 1464 prodal Matěji ze Želetavy, jehož rodu patřily až do roku 1575, kdy městečko koupil majitel rájeckého panství Bernard Drnovský z Drnovic.
Privilegium Rudolfa II. z 26. září 1579 potvrdilo statut městečka a zároveň s ním Jedovnice získaly právo dvou výročních trhů, týdenního trhu každé pondělí a potvrzení odpradávna užívaného znaku společně s právem pečetit zeleným voskem.
Od roku 1667 vlastnili Jedovnice Rogendorfové a od roku 1763 Salmové.
V roce 1793 zde bylo 113 domů a 803 obyvatel, roku 1846 to bylo 144 domů a 1046 obyvatel. Škola zde byla už v 18. století, nová dvoupatrová budova byla postavena v roce 1900.
Na přelomu 19. a 20. století se uvažovalo o vybudování železniční tratě z Blanska do Vyškova, která by v Jedovnicích měla jednu ze svých zastávek. Především z finančních důvodů nebylo toto nikdy realizováno.[zdroj?]
23. ledna 2007 byl obci vrácen status městyse.

## Pamětihodnosti
- klasicistní kostel svatého Petra a Pavla z let 1783–1785 s moderní výzdobou ze 60. let 20. století
- fara z roku 1781
- kamenný kříž u kostela z roku 1800
- kamenný kříž v Chaloupkách z roku 1801
- socha sv. Jana Nepomuckého z roku 1717 – Havlíčkovo náměstí
- socha Karla Havlíčka Borovského z roku 1900 – Havlíčkovo náměstí

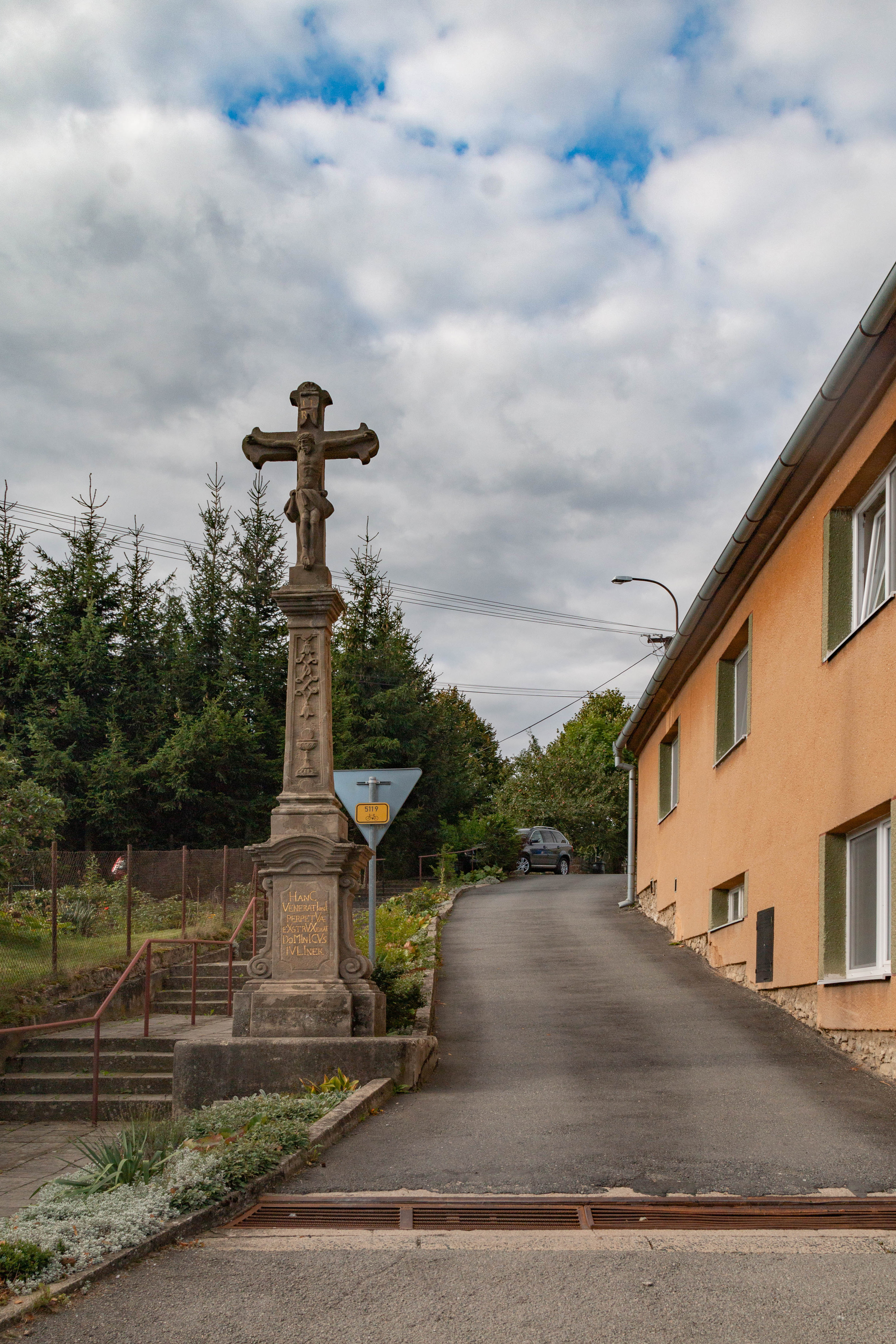
Kříž ve Wanklově ulici
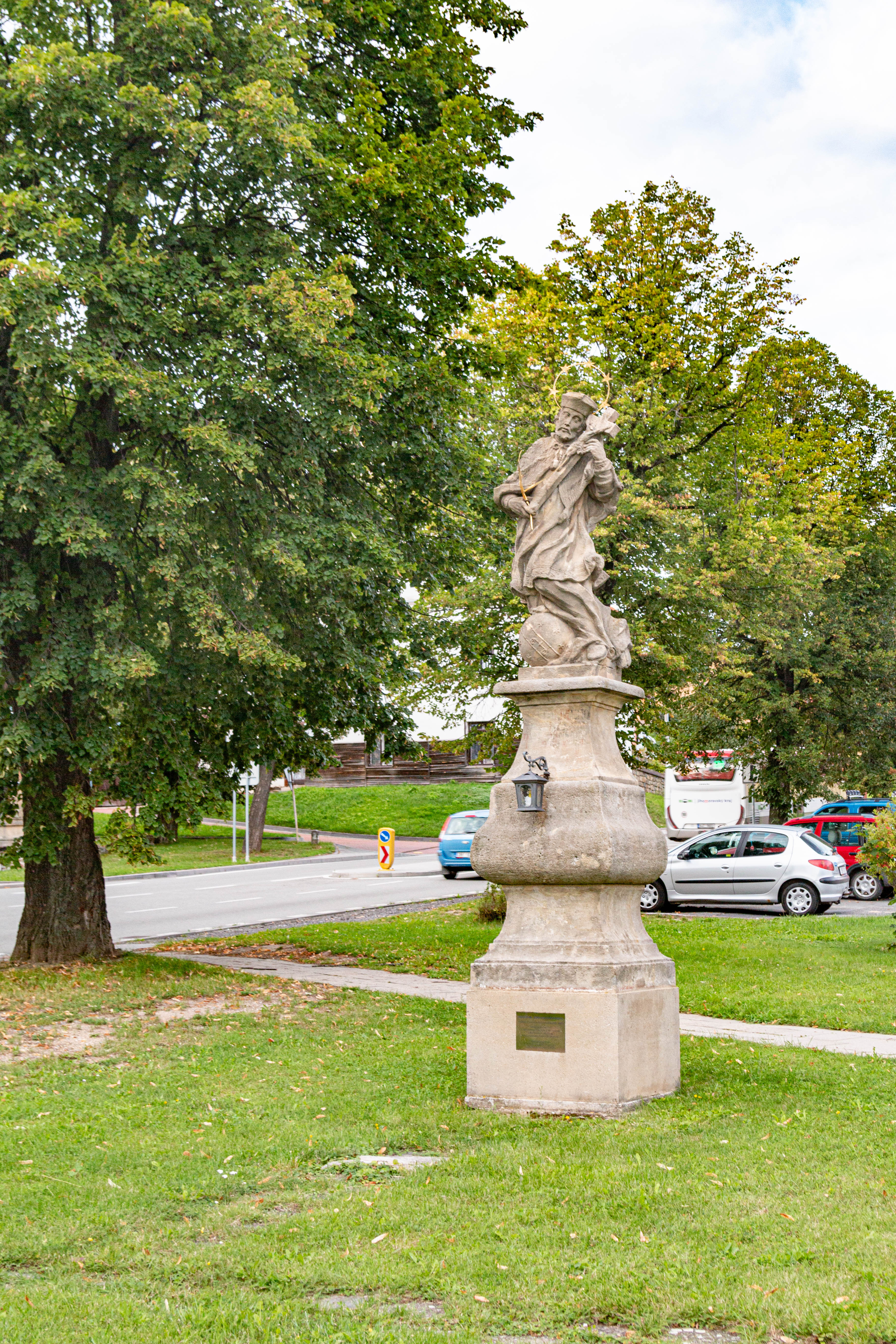
socha sv. Jana Nepomuckého na Havlíčkově náměstí
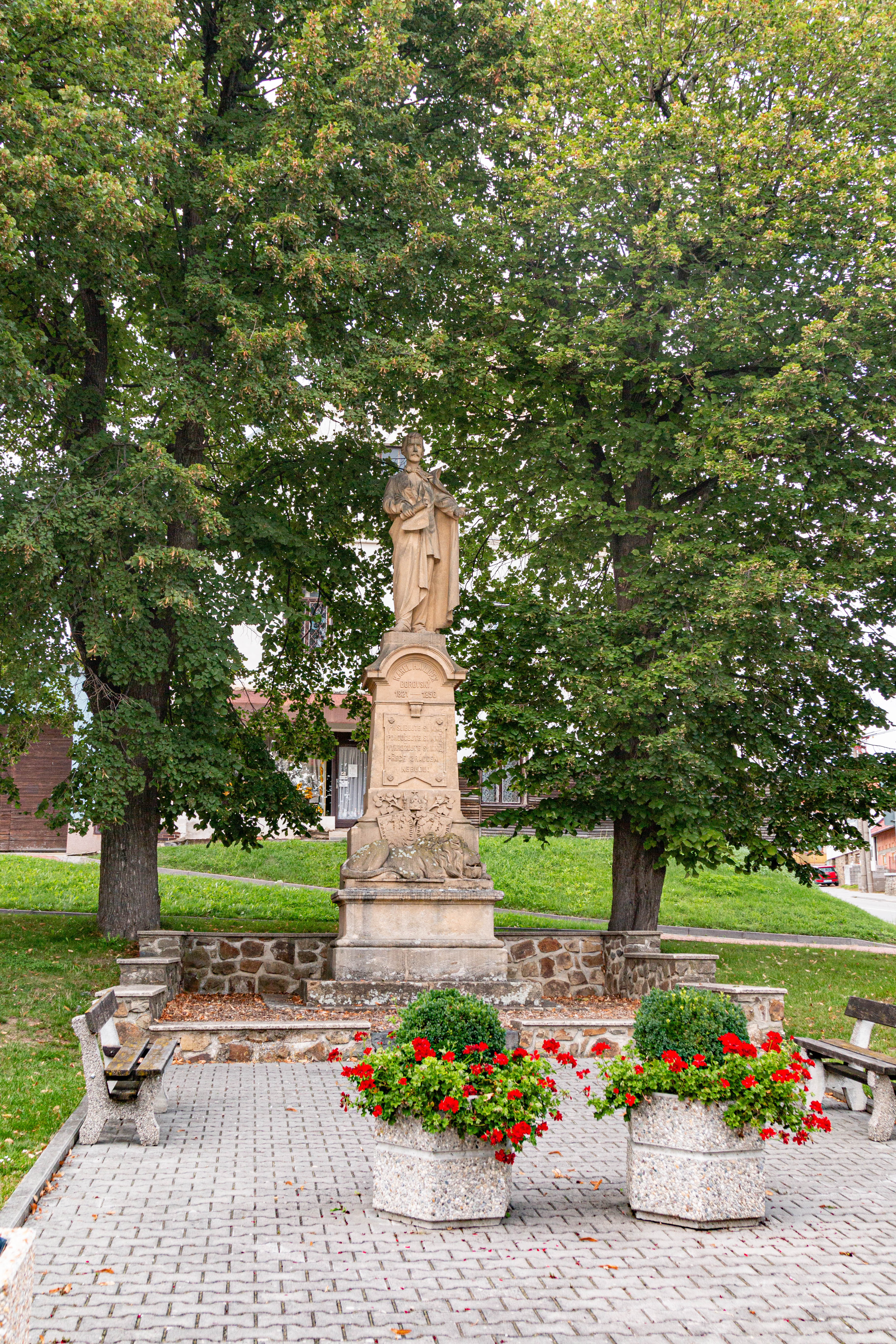
socha K. H. Borovského na Havlíčkově náměstí
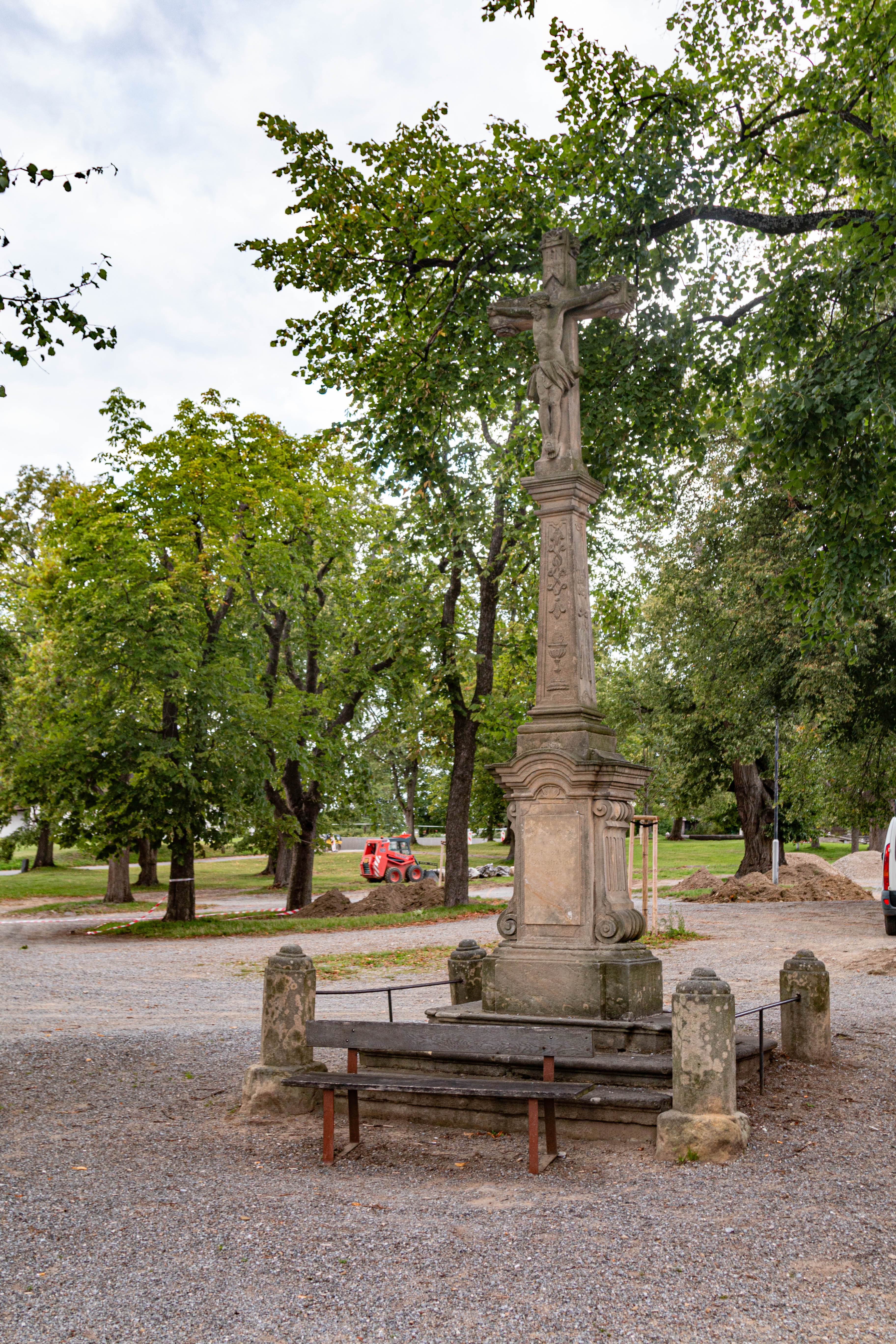
kříž u kostela v Jedovnicích
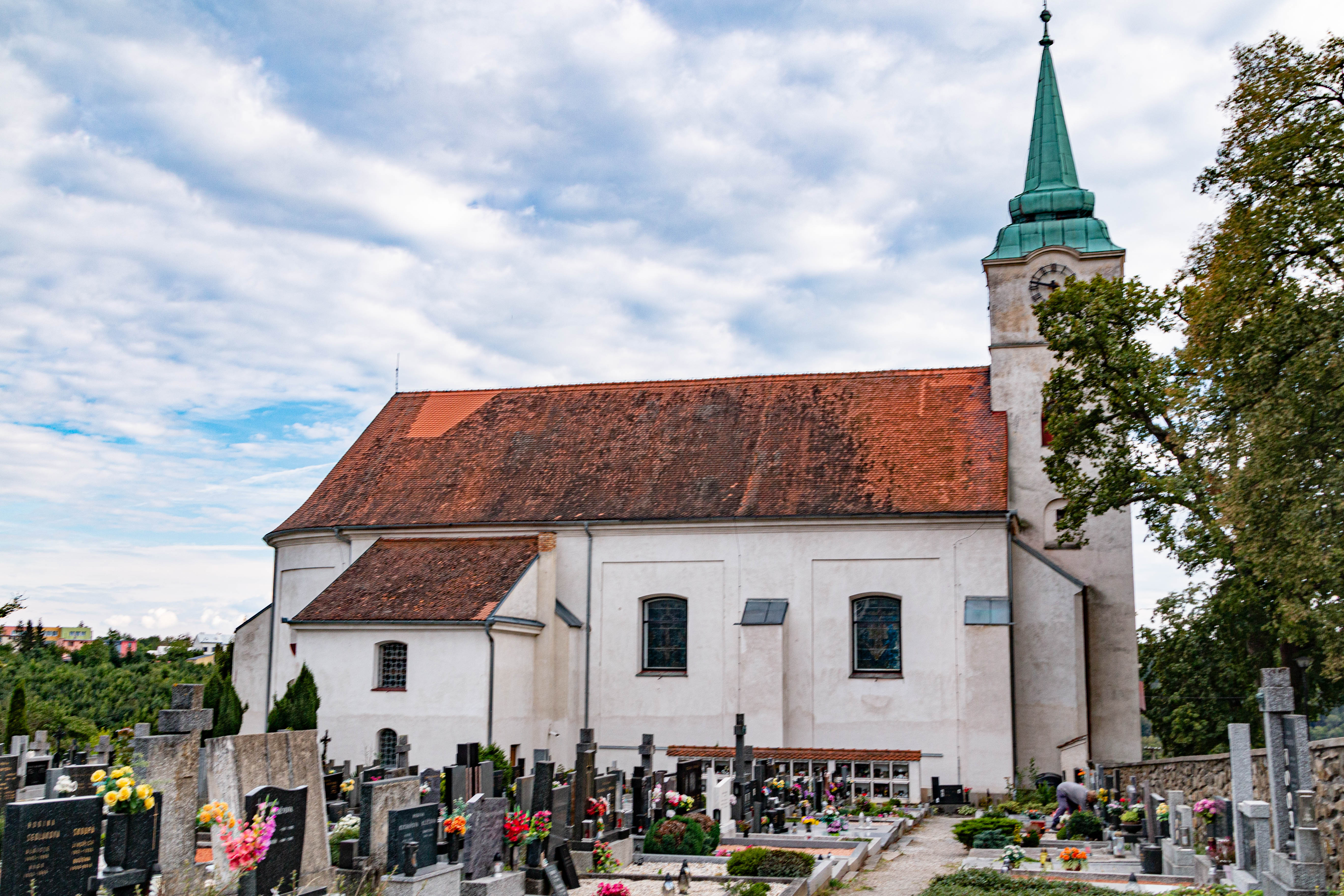
kostel sv. Petra a Pavla v Jedovnicích
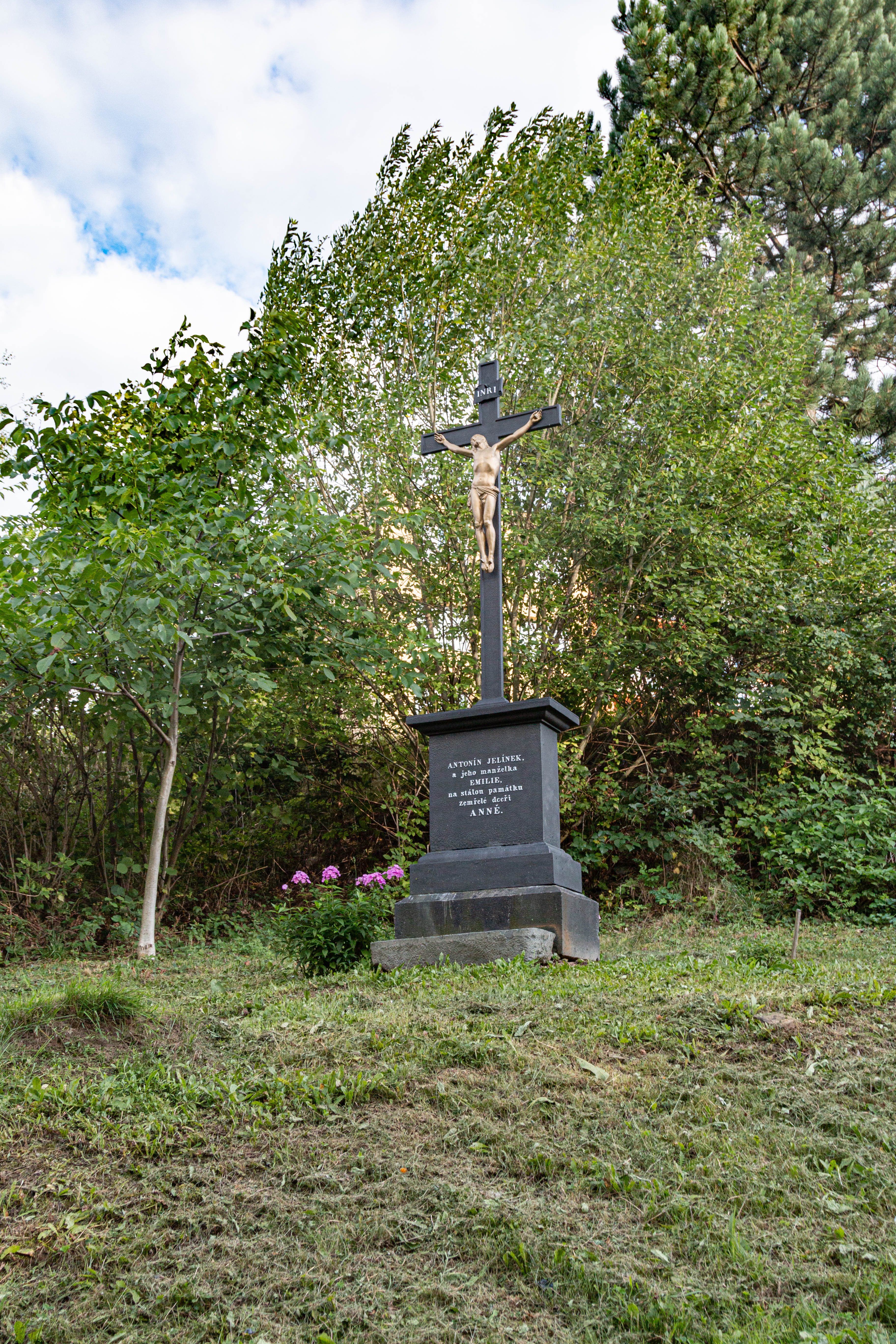
kříž v ulici Na Větřáku
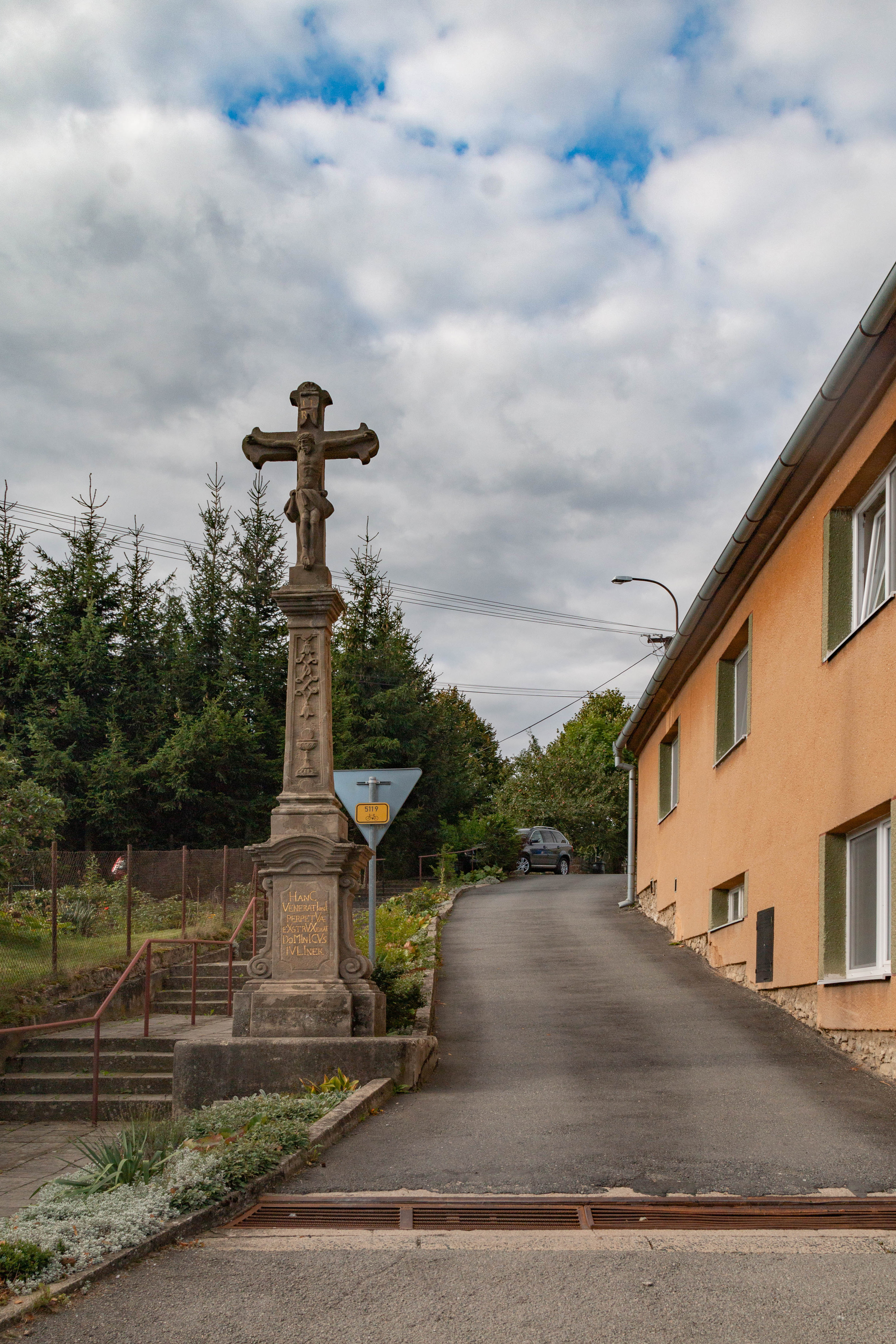
Kříž V Chaloupkách

## Obyvatelstvo
K roku 2011 bylo v Jedovnicích napočteno 2 748 obyvatel. K 1.1.2020 zde trvale pobývalo 2 810 obyvatel.
| 1910 | 1921 | 1930 | 1950 | 1961 | 1970 | 1980 | 1991 | 2001 | 2011 | 2020 |
| ---- | ---- | ---- | ---- | ---- | ---- | ---- | ---- | ---- | ---- | ---- |
| 1933 | 1831 | 1742 | 1760 | 1857 | 1932 | 2171 | 2455 | 2492 | 2731 | 2810 |

## Významní rodáci
- František Tomáš Bratránek (1815 – 1884) – augustinián a profesor německé literatury na Jagellonské universitě v Krakově.
- František Bedřich Ševčík (1824 – 1896) – matematik a akustik, profesor na vídeňské polytechnice.

## Školství
Městys zřizuje Základní školu Jedovnice, Nad Rybníkem, pro spádové obce pak slouží 300 žákům.
V městysi působila Střední zemědělské škola, která byla v 50. letech 20. století nahrazena dnešní Střední průmyslovou školou Jedovnice. Od vzniku má strojírenský charakter studia.
Jihomoravský kraj zde zřizuje Základní uměleckou školu Jedovnice, jejíž historie se píše do roku 1967.

## Turistika
- turistické informační centrum se nachází v centru městyse na ulici Palackého
- rybník Olšovec o ploše cca 42 hektarů
- rybníky Budkovan, Vrbový, Dubový, Dymák
- okolí Rudického propadání – ponor Jedovnického potoka
- blízký Moravský kras
- dvě naučné stezky
- přírodní park Rakovecké údolí
- zaniklá středověká osada Bystřec
- naučná stezka Jedovnické rybníky – Rudické propadání
- Típeček
- stromořadí Lažánky-Jedovnice
- Hrubá lípa
- Singletrail Moravský kras – tři okruhy cyklostezek v lesích jihovýchodně od Jedovnic.

## Partnerská města
- Aschheim, Německo

## Fotogalerie

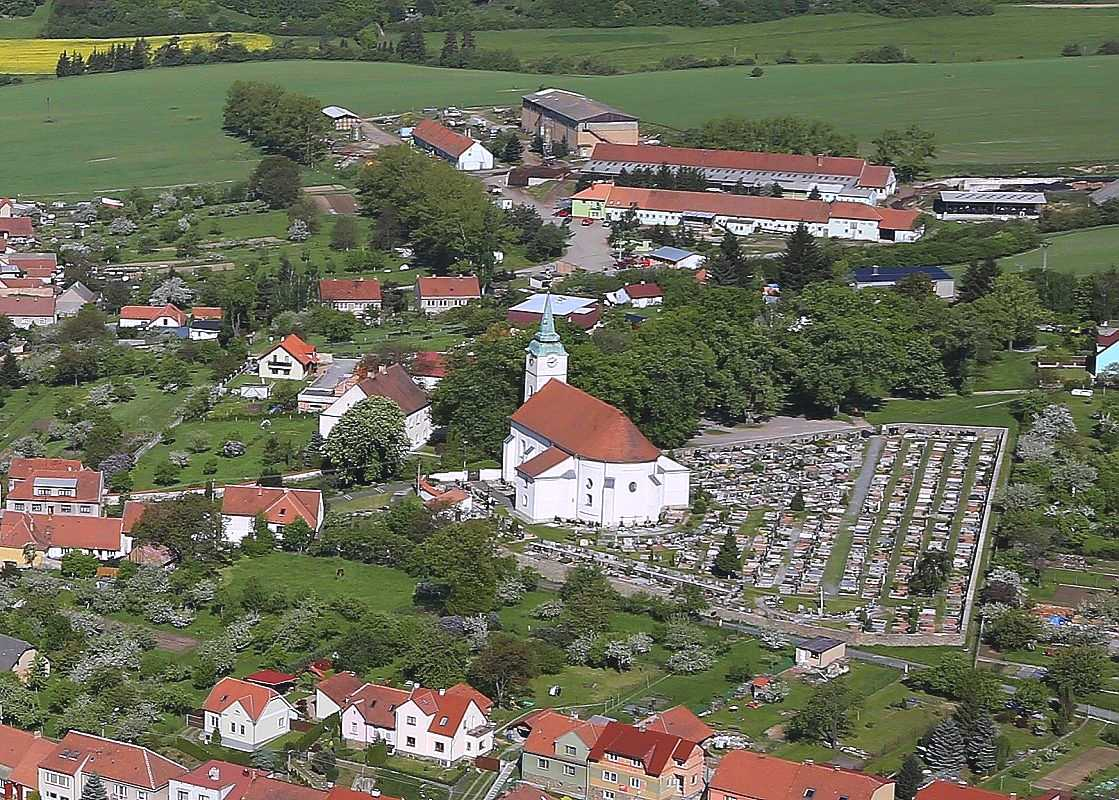
Jedovnický kostel a fara
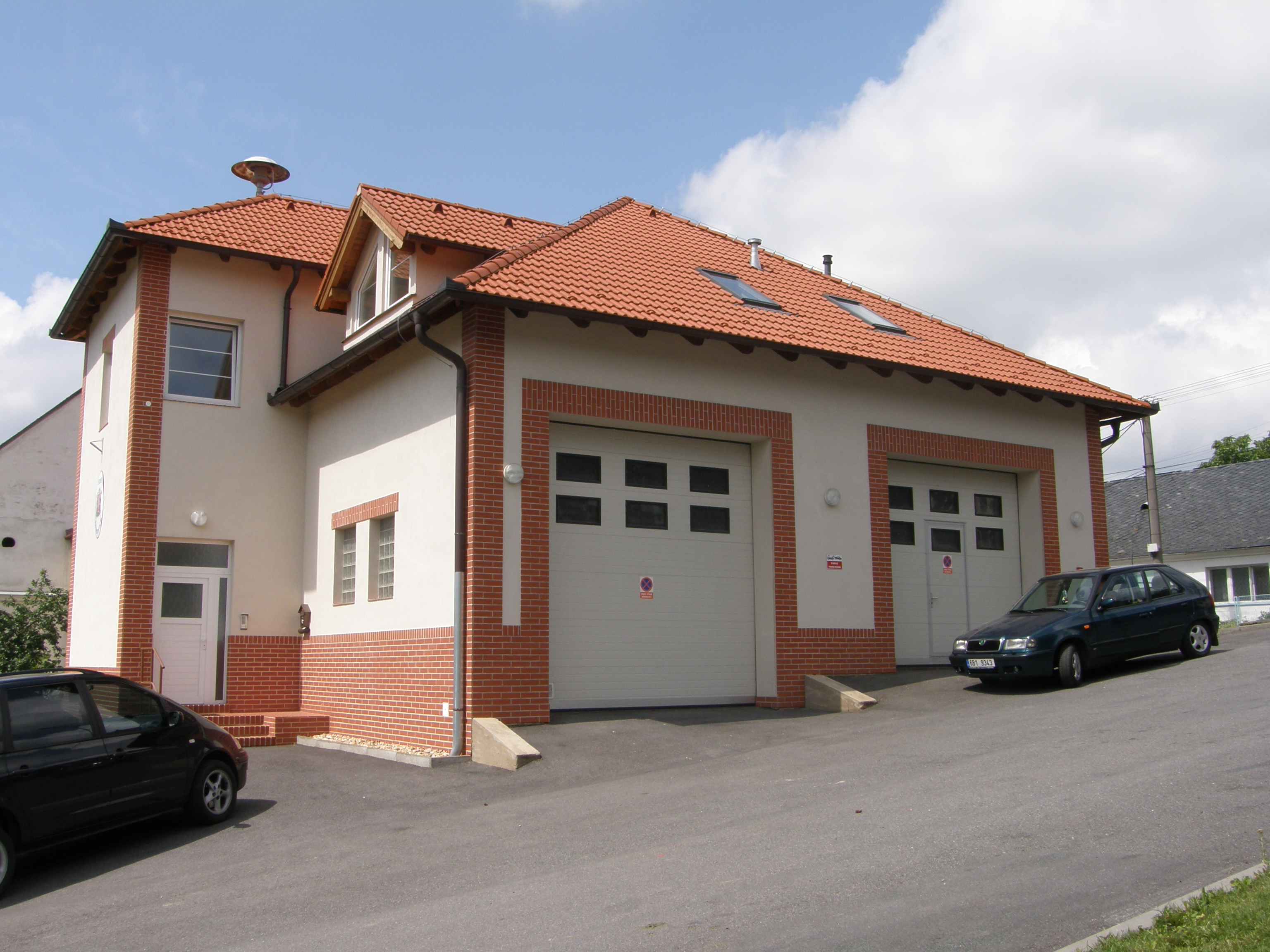
hasičská zbrojnice
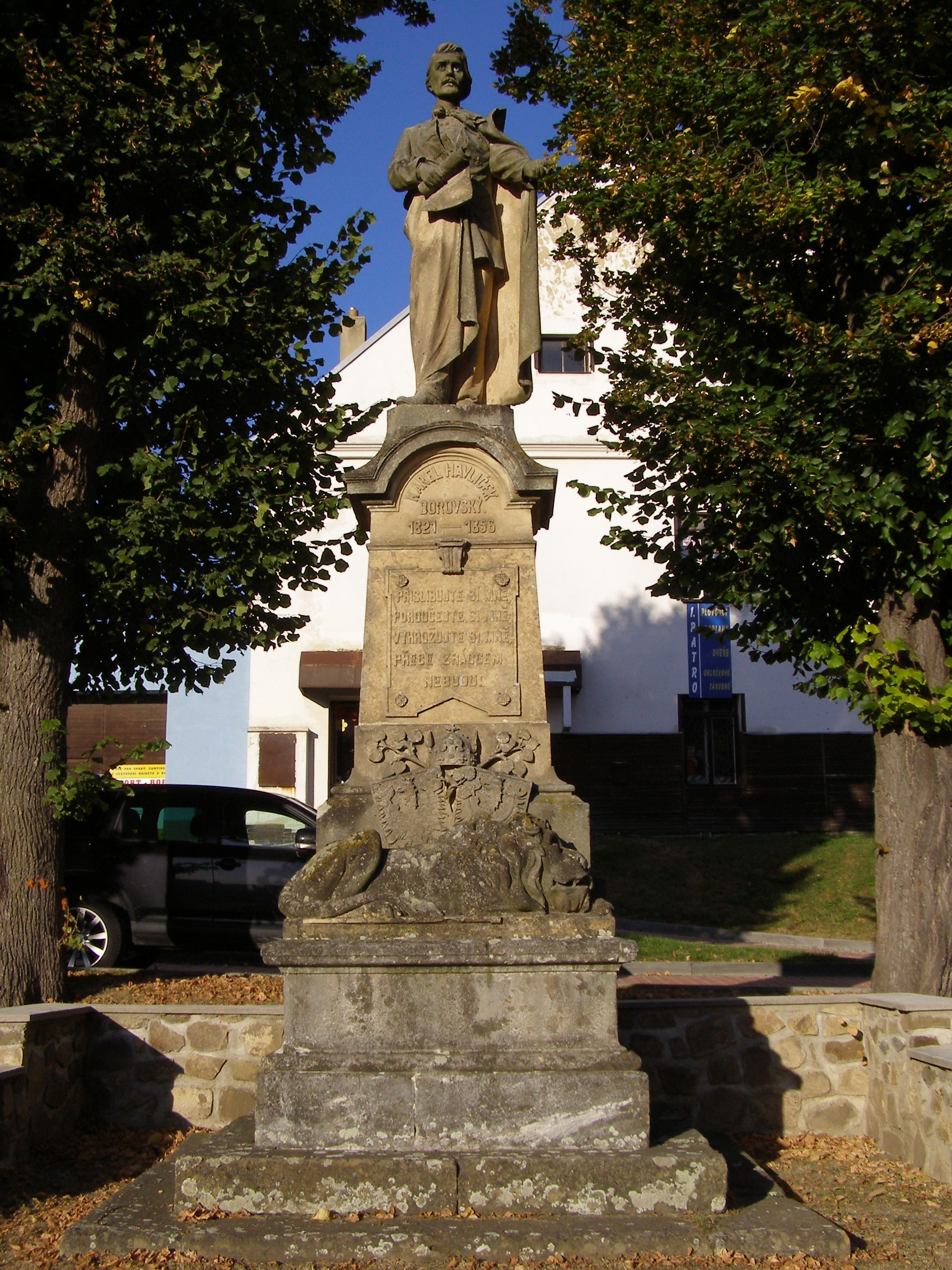
Socha K. H. Borovského
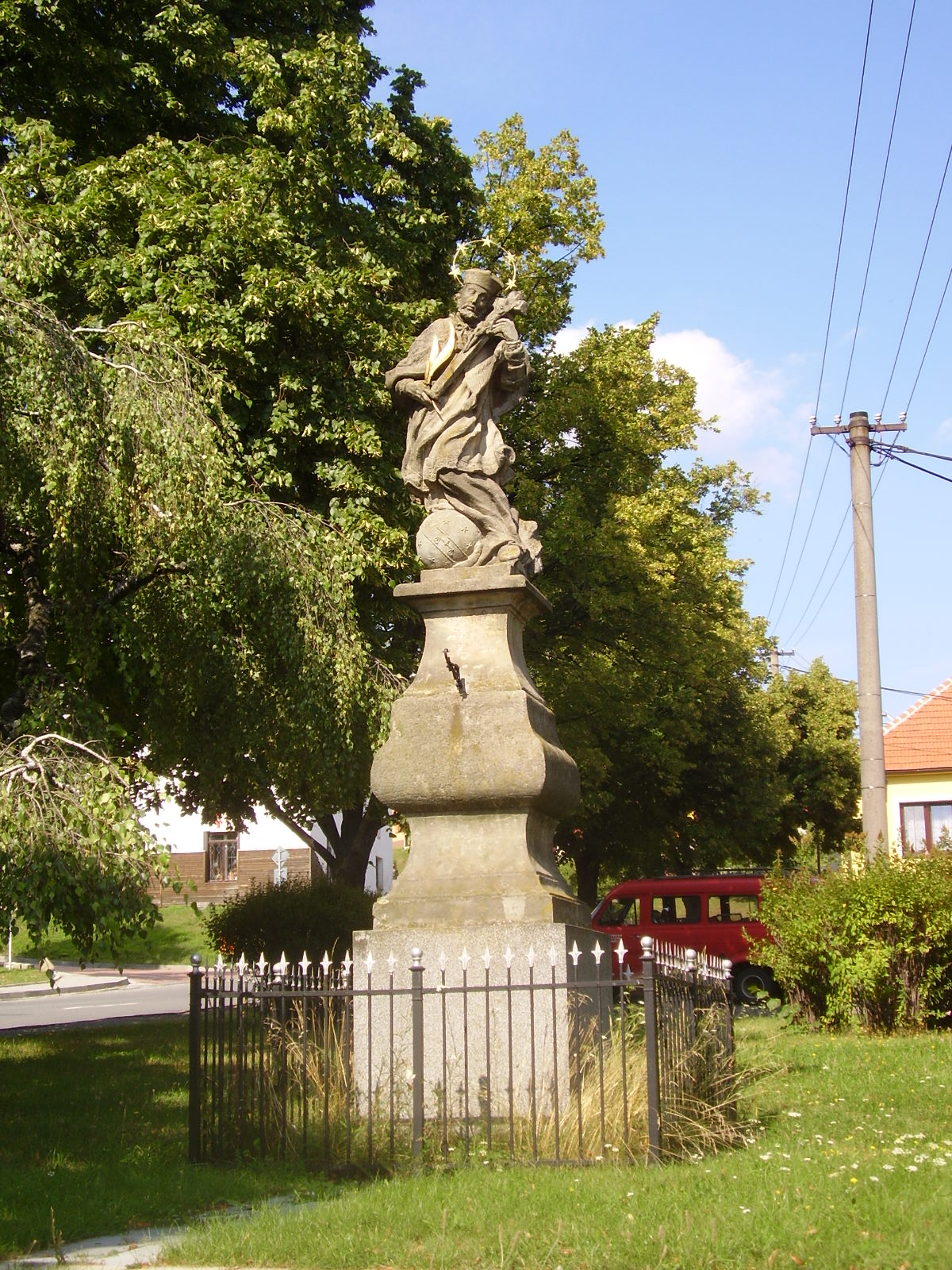
Socha sv. Jana nepomuckého
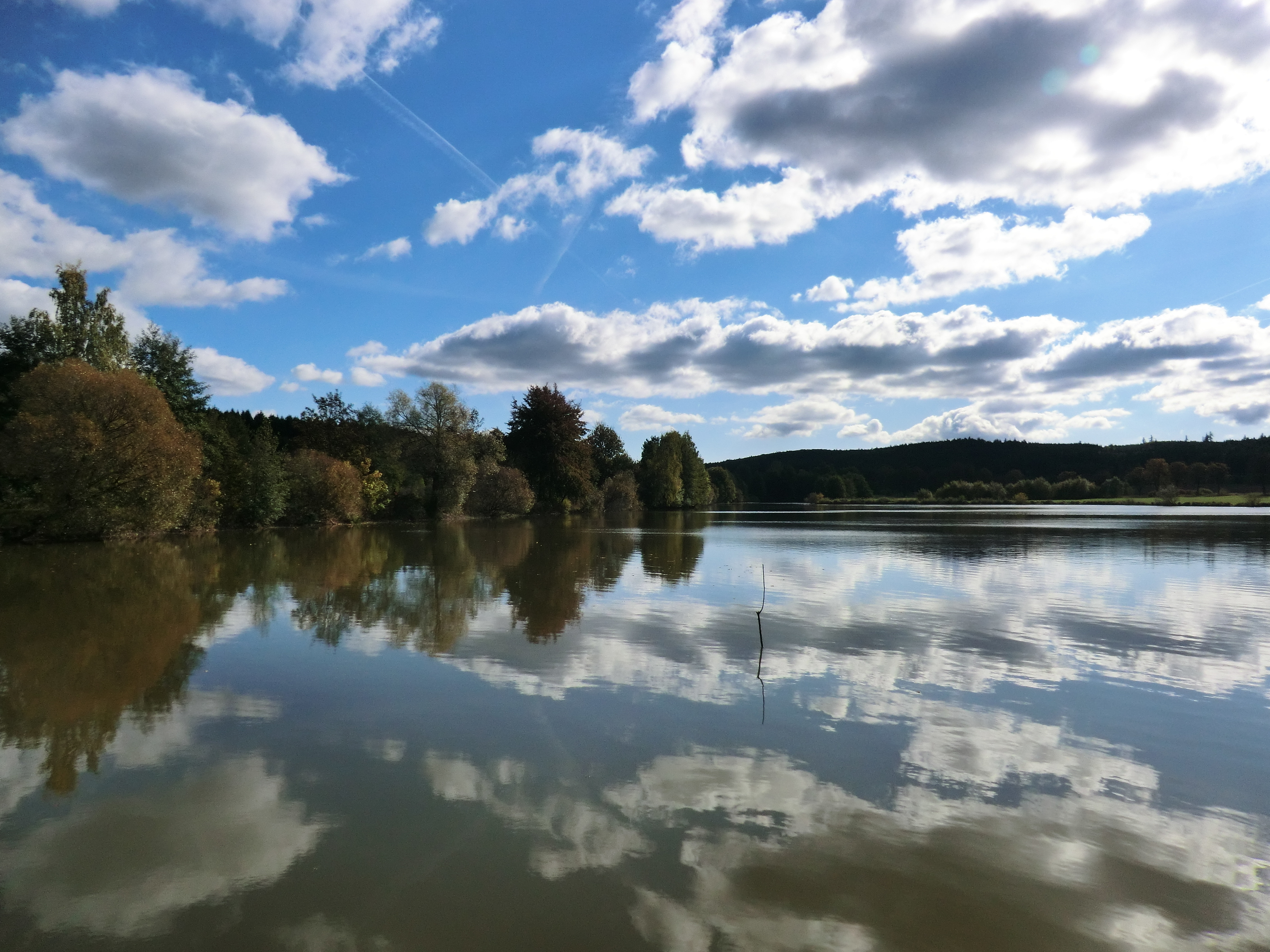
rybník Budkovan
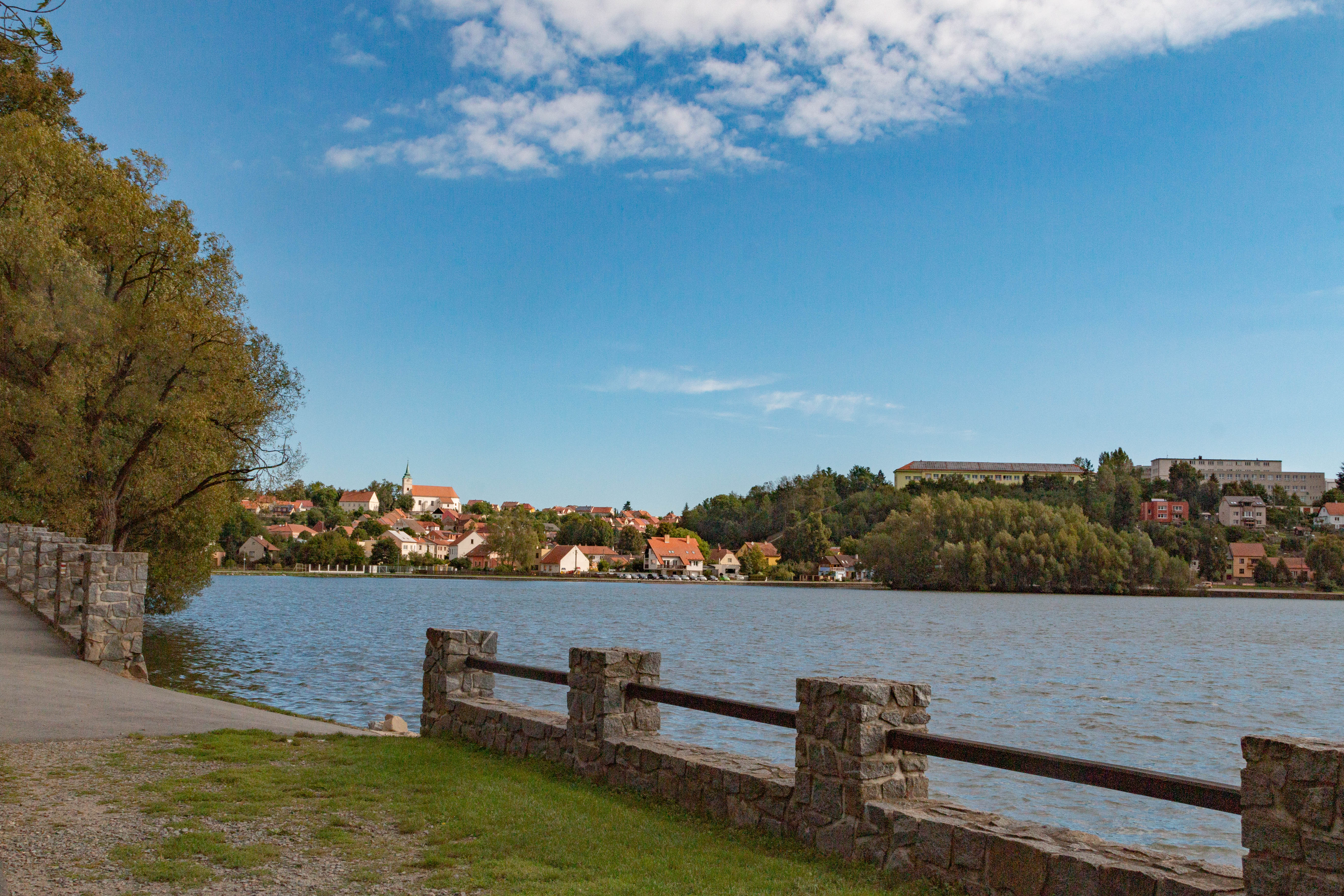
rybník Olšovec